# コジモ・カンノーネ
コジモ・アルド・カンノーネ（Cosimo-Aldo Cannone、1984年3月20日 - ）は、イタリア・ブリンディジ出身のレーシングドライバー、ボートレーサー。

## 受章歴
- Medaglia di bronzo al valore atletico
- Medaglia d'oro al valore atletico
- Cavaliere dell'Ordine Equestre del Santo Sepolcro di Gerusalemme
- Conchiglia del Pellegrino dell'Ordine Equestre del Santo Sepolcro di Gerusalemme
- Croce d'Oro per i pellegrini di Gerusalemme

| スタブアイコン | サブスタブ | この項目は、まだ閲覧者の調べものの参照としては役立たない、スポーツ関係者に関連した書きかけの項目です。この項目を加筆・訂正などしてくださる協力者を求めています（P:スポーツ/PJ:スポーツ人物伝）。 |